# Губринюк, Сергей Витальевич
Сергей Витальевич Губринюк (укр. Сергій Віталійович Губринюк; 2 января 1970) — советский, молдавский и украинский борец вольного стиля, призёр чемпионата Европы, участник Олимпийских игр в Атланте.

## Спортивная карьера
В сентябре 1987 года в польском Катовице одержал победу на юниорском чемпионате Европы. В июле 1988 года в австрийском Вольфурте стал чемпионом мира среди юниоров. В апреле 1994 года представлял Молдавию на чемпионате Европы в Риме. В апреле 1995 года в швейцарском Фрибуре в финале чемпионата Европы проиграл Магомеду Ибрагимову, который представлял Азербайджан. В июле 1996 года на Олимпийских играх в Атланте сначала одолел пуэрто-риканца Орландо Росу, затем уступил американцу Лесу Гатчесу и Лукману Джабраилову, который представлял Молдавию, в итоге занял 16 место.

## Спортивные результаты
- Чемпионат Европы по борьбе среди юниоров 1987 — ;
- Чемпионат мира по борьбе среди юниоров 1988 — ;
- Чемпионат мира по борьбе среди молодёжи 1989 — 4;
- Чемпионат Европы по борьбе 1994 — 14;
- Чемпионат мира по борьбе 1994 — 7;
- Чемпионат Европы по борьбе 1995 — ;
- Чемпионат мира по борьбе 1995 — 15;
- Чемпионат Европы по борьбе 1996 — 5;
- Олимпийские игры 1996 — 16;